# Jordan Remacle
Jordan Remacle (Verviers, 14 febbraio 1987) è un ex calciatore belga, di ruolo attaccante.

## Palmarès

### Club

#### Competizioni nazionali
- Coppa del Belgio: 1

Lokeren: 2013-2014
- Tweede klasse: 1

Anversa: 2016-2017